# Minna Kautsky

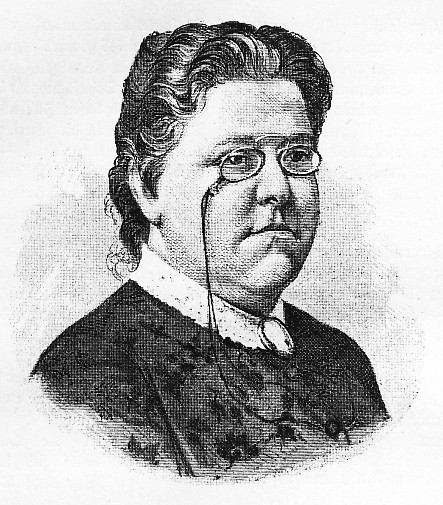
Minna Kautsky auf einem Stich vor 1890 nach einer Fotografie von Ludwig Angerer oder Victor Angerer

Minna Kautsky, geb. Wilhelmine Jaich (* 11. Juni 1837 in Graz; † 20. Dezember 1912 in Berlin-Lichterfelde) war Schauspielerin und Schriftstellerin. Ihr Romanwerk ist stark vom Sozialismus und von den Ideen der zeitgenössischen Frauenbewegung geprägt. Sie schrieb auch unter den Pseudonymen Eckert und Wilhelm Wiener.

## Leben
Minna Kautsky war Tochter des Theatermalers Anton Jaich, der ab 1845 mit seiner Familie in Prag lebte. Kautsky trat dort gelegentlich als Schauspielerin am Niklastheater und am Stadttheater auf. Im Jahr 1854 heiratete sie den Landschafts- und Theatermaler Johann Kautsky (1827–1896) und hatte mit ihm eine Tochter und drei Söhne. In den Folgejahren war sie als Schauspielerin in Olmütz, Sondershausen, Güstrow und an der tschechischen Nationalbühne in Prag beschäftigt, bis sie 1861 wegen eines Lungenleidens den Schauspielerberuf aufgeben musste. Sie lebte von 1863 bis 1886 in Wien, wo ihr Mann eine Anstellung als Hoftheatermaler bekommen hatte. Dann zog die Familie nach St. Gilgen und 1904 nach Berlin.
1870 verfasste sie unter den Pseudonym Eckert einen Artikel in einem klerikalen böhmischen Blatt. Es folgten Artikel in der sozialdemokratischen Neuen Welt und unter dem Pseudonym Wilhelm Wiener einige Artikel in dem theoretischen Organ der Sozialdemokratie der Neuen Zeit. Im Jahr 1885 trat sie dem Wiener Schriftsteller- und Künstlerverein bei und amtierte von 1886 bis 1887 als dessen Präsidentin. Durch ihren Sohn Karl Kautsky wurde sie seit 1875 mit sozialistischen Ideen bekannt und besuchte im Sommer 1885 Friedrich Engels in London. Marie von Ebner-Eschenbach besuchte Minna Kautsky 1889 in St. Gilgen, wo die Eheleute Kautsky die Villa Kotzian bewohnten.
Sie war mit Wilhelm Liebknecht, Victor Adler, Franz Mehring und Rosa Luxemburg befreundet. Ab dem 20. September 1904 wohnte sie zuerst in bei ihrem Sohn Karl in Berlin„Friedenau bei Berlin Saarstraße 19“ dann getrennt in einer eigenen Wohnung in „Friedenau bei Berlin Ringstrasse 17“. Sie starb am 20. Dezember 1912 im Kreiskrankenhaus Berlin-Lichterfelde an einer Lungenentzündung. Gemäß letztwilliger Verfügung wurde ihr Leichnam am 23. Dezember 1912 eingeäschert. Zahlreiche Zeitungen vermeldeten ihren Tod.
Sie hatte drei bekannte Enkelsöhne: den Ökonomen Benedikt Kautsky, den Chemiker Hans Kautsky und den österreichischen Theatermaler, Bühnen- und Kostümbildner Robert Kautsky.

## Ehrungen
Seit 1997 verleiht das Frauenreferat der Stadt Graz 4en „MINNA KAUTSKY LITERATURPREIS“.

## Werke
- Eckert: Modernre Frauen. In: Stimme aus Mähren. Brünn Nr. 21 8. Dezember 1870 und Nr. 28 vom 17. Dezember 1870.
- Madame Roland. Historisches Drama in fünf Acten. L. Rosner, Wien 1878. archive.org
- Stefan vom Grillenhof. Roman. In: Die Neue Welt. Eine Wochenschrift. Illustriertes Unterhaltungsblatt für das Volk. Vierter Band 1879. Redaktion von Bruno Geiser in Leipzig. Druck und Verlag der Genossenschafts-Buchdruckerei.
  - Stefan vom Grillenhof. Roman. 2 Teile in 1 Band. Wilhelm Fink, Leipzig 1881.
  - Steven van den Grillenhof. Hage, Gent 1883.
  - Stefan vom Grillenhof. Roman. Illustriert von Jos. Damberger. In: In freien Stunden. Eine Wochenschrift. Romane und Erzählungen für das arbeitende Volk. Dreizehnter Jahrgang. 2. Halbjahresband. Buchhandlung Vorwärts, Berlin 1909,
- M. K.: Greif, Martin. Gedichte. Stuttgart. Cotta. In: Die Neue Zeit. Revue des geistigen und öffentlichen Lebens. 1. Jg. (1883), H. 11, S. 533.
- (anonym): Von der elektrischen Ausstellung. In: Die Neue Zeit. Revue des geistigen und öffentlichen Lebens. 1. Jg. (1883), Heft 12, S. 555–564. library.fes.de
- M. K.: Das deutsche Teater der Neuzeit. In: Die Neue Zeit. Revue des geistigen und öffentlichen Lebens. 2. Jg. (1884).
  - Heft 2, S. 66–74. FES
  - Heft 3, S. 107–112. FES
- Wilhelm Wiener: Ueber Spiritismus. In: Die Neue Zeit. Revue des geistigen und öffentlichen Lebens. 2. Jg. (1884), Heft 6, S. 272–279. FES
- Wilhelm Wiener: Der Vogelschutz. In: Die Neue Zeit. Revue des geistigen und öffentlichen Lebens. 2. Jg. (1884), Heft 7, S. 303–309. FES
- Wilhelm Wiener: Staatsarbeiter und Hausindustrie im Saltzkammergut. In: Die Neue Zeit. Revue des geistigen und öffentlichen Lebens. 3. Jg. (1885),
  - Heft 1, S. 22–28. FES
  - Heft 2, S. 74–83. FES
- Herrschen und Dienen? Ein Roman. Gratisbeilage zur Magdeburger Volksstimme. Verlag der Volksstimme, Magdeburg 1899. Österreichische Nationalbibliothek[13]
  - Vládnout či sloužit? román. A. Svěcený, V Praze 1920.
- Die Alten und die Neuen. Roman. 2 Bände. C. Reißner, Leipzig 1885.[14]
- Wilhelm Wiener: Wassili Wereschagin. In: Die Neue Zeit. Revue des geistigen und öffentlichen Lebens. 4. Jg- (1886), Heft 1, S. 27–36. FES
- Konrad Deubler. In: Die Neue Zeit. Revue des geistigen und öffentlichen Lebens. 4. Jg- (1886), Heft 10, S. 465–474.FES
- Friedrich Hebbel. In: Die Neue Zeit. Revue des geistigen und öffentlichen Lebens. 5. Jg. (1887)
  - Heft 5, S. 193–204. FES
  - Heft 6, S. 247–255 FES
  - Heft 7, S. 314–322 FES
- Das Gemeindekind.[15] In: Die Neue Zeit. Revue des geistigen und öffentlichen Lebens. 6. Jg. (1888), Heft 9, S. 403–416 FES
- Else Belse. Erzählung. In: Illustrirter Neue Welt Kalender, Hamburg 1888.
- „Schnee“[16] von Alexander Kielland besprochen von Minna Kautsky. In: Die Neue Zeit. Revue des geistigen und öffentlichen Lebens. 7. Jg. (1889), Heft 5, S. 205–216. FES
- Die Einschichtige im Dorfe. Erzählung. In: Berliner Volkszeitung. Nr. 150 vom 24. Juli 1889 bis Nr. 158 vom 2. August 1889.
- In der Wildniß. Lustspiel in einem Akt. 1889 (Theater am Franzensplatz, Graz)
- Später. Soziale Studie. In: Die Neue Zeit. Revue des geistigen und öffentlichen Lebens. 9. Jg. 1890–91, 1. Band. (1891),
  - Heft 1, S. 29–32 FES
  - Heft 2, S. 58–64. FES
  - Heft 3, S. 88–96 FES
  - Heft 4, S. 122–128 FES.
- Der Pariser Garten. Novelle. In: Die Neue Zeit. Revue des geistigen und öffentlichen Lebens. 9. Jg. (1890–91), 2. Band (1891)
  - Heft 39, S. 420–424. FES
  - Heft 40, S . 452–456. FES
  - Heft 41, S. 483–488. FES
  - Heft 42, S. 513–520. FES
  - Heft 43, S. 546–552. FES
  - Heft 44, S. 580–584. FES
  - Heft 45, S. 612–616. FES
  - Heft 46, S. 641–648.FES
  - Heft 47, S. 675–680. FES
  - Heft 48, S. 706–712. FES
- Die kleine Friedel. Erzählung. In: Die Arbeiterin. Stuttgart Nr. 14 vom 4. April 1891 ff.
- Sie schützt sich selbst. Preislustspiel in vier Akten. 1892. (Deutsches Volkstheater, Wien)[17]
- Ein Proletarierkind. Wiener Volksstück. 1894 (Ankauf Raimundtheater, Wien)[18]
- Helene. Roman in drei Büchern. J. H. W. Dietz 1894. Wienbibliothek im Rathaus
- Die Eder-Mizzi. Heiteres Volksstück in vier Akten. 1894 (Raimundtheater, Wien)
- Die Einschichtige im Dorfe. Novelle. 1895.
- Maria Magdalena. Fragment aus „Hebbel’s Frauengestalten“; Vortrag gehalten am 20. April im Allgemeinen Österreichischen Frauenverein. In: Das Recht der Frau. Allgemeiner Österreichischer Frauenverein (Hrsg.) Nr. 169, 1895, S. 7–8. ÖNB
- Die Brillanten des Kardinals. Erzählung. In: Die Neue Zeit. Revue des geistigen und öffentlichen Lebens. 15. Jg. (1896–97), 2. Band (1897)
  - Heft 30, S. 125–128. FES
  - Heft 31, S. 156–160. FES
  - Heft 32, S. 88–192. FES
  - Heft 33, S. 222–224. FES
  - Heft 34, S. 252–256. FES
  - Heft 35, S. 284–288. FES
  - Heft 36, S. 317–320. FES
  - Heft 37, S. 350–352. FES
  - Brilanty kardinála. Povídka. Dělnické knihtiskárny a nakl., Praha 1907.
- Victoria. Sozialer Roman in zwei Büchern. Verlags-Magazin, Zürich 1899. (2. Aufl. J. H. W. Dietz, Stuttgart 1900.)
  - Viktorie.Rom. o 2 knihách. Právo lidu, Praha 1903.
- Im Vaterhause. Sozialer Roman. Fränkische Verlagsanstalt, Nürnberg 1904.
- Ein Maifesttag. In: Illustrierter Neue Welt Kalender 1907.[19]
- Die Leute von St. Bonifaz. Roman. Fränkische Verlagsanstalt, Nürnberg, 1914. (=Minna Kautsky’s Gesammelte Schriften. Im Vaterhause. Sozialer Roman. Die Leute von St. Bonifaz. Band 2)
- Autobiographische Skizze. In: In freien Stunden. Eine Wochenschrift. Romane und Erzählungen für das arbeitende Volk Vorwärts, Berlin 13. Jg. 1909. 2, Halbjahrersband, S. 23–24.
- Elise Schweichel [zum 80. Geburtstag]. 1911. Abgedruckt in: Ursula Herrmann: Elise Schweichel (1831–1912). Schriftstellerin und Sozialdemokratin im Ringen um Frauenemanzipation. trafo verlag, Berlin 2004. ISBN 978-3-89626-397-1, S. 127.
- Der Pariser Garten und anderes.[20] Buchhandlung Vorwärts (Paul Singer), Berlin 1913.

## Werkausgaben
- Minna Kautsky’s Gesammelte Schriften. 2 Bände. Fränkische Verlagsanstalt, Nürnberg 1914.
  - Erste Serie. Band 1. Herrschen und Dienen
  - Erste Serie. Band 2. Im Vaterhause. Die Leute von St. Bonifaz
- Cäcilia Friedrich (Hrsg.): Minna Kautsky. Auswahl aus ihrem Werk. Akademie-Verlag, Berlin 1965. (=Textausgaben zur frühen sozialistischen Literatur in Deutschland. Band 4)[21]